# 昆明市第一人民医院

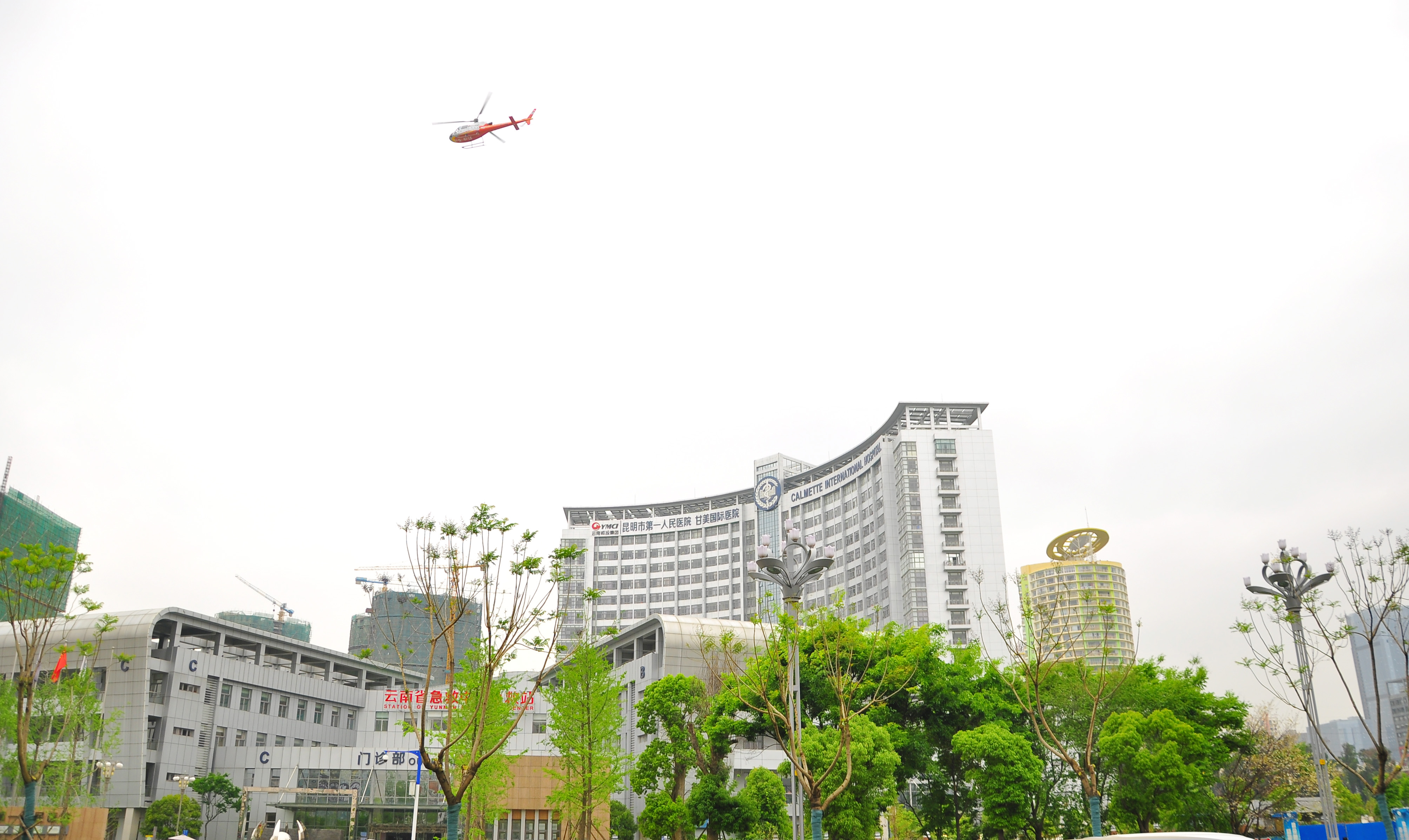
昆明市第一人民医院北市区医院

昆明市第一人民医院，是云南省昆明市的一所三级甲等公立医院。

## 历史
1914年，朱德任云南警察厅长时开设了警察医院，后改名为“宏济医院”，1922年又改称“市立医院”。1955年，再度更名为“昆明市人民医院”。1958年，与法国创办的甘美医院合并。1963年正式改名为现名。
2008年10月5日起，接受管理云南省邮电医院。